# Silver & Black
Silver & Black är ett musikalbum från 2002 av den amerikanska hiphopgruppen Luniz. Det släpptes den 13 augusti 2002 på skivbolaget Rap-a-lot Records.

## Låtlista
1. Street Money (med Benjilino)
2. Fuck You (med C-Bo)
3. A Piece of Me (med Fat Joe)
4. Oakland Raiders
5. Fugitive (Armed And Dangerous) (med Benjilino)
6. Big Face Escalade (featuring Nic Nac)
7. Closer Than Close (featuring Dru Down)
8. Issues (med Devin och KB)
9. Break Me Off (med IMX)
10. Swang Song
11. Untitled (dolt bonusspår)